# Oktrojera
Oktrojera, av egen maktfullkomlighet anordna, sägs om en regering, då den utan samverkan med representationen eller folket ger och utfärdar en statsförfattning: oktrojerad grundlag eller oktrojerad författning.